# Supercopa bosniana de futbol
La Supercopa bosniana de futbol fou una competició futbolística disputada a Bòsnia i Hercegovina. Oficialment només se'n disputaren tres edicions, entre 1998 i 2000.
Hi participaren els campions de la lliga i de la copa bòsnia, que el 1998 disputaren les primeres competicions nacionals, amb la participació de clubs musulmans i croats.
| Any  | Campió         | Finalista        | Resultat         |
| ---- | -------------- | ---------------- | ---------------- |
| 1998 | NK Željezničar | FK Sarajevo      | 4-0              |
| 2000 | FK Željezničar | NK Brotnjo       | 0-0, 3-1         |
| 2001 | FK Željezničar | guanyà el doblet | guanyà el doblet |